# Brânză cu mucegai

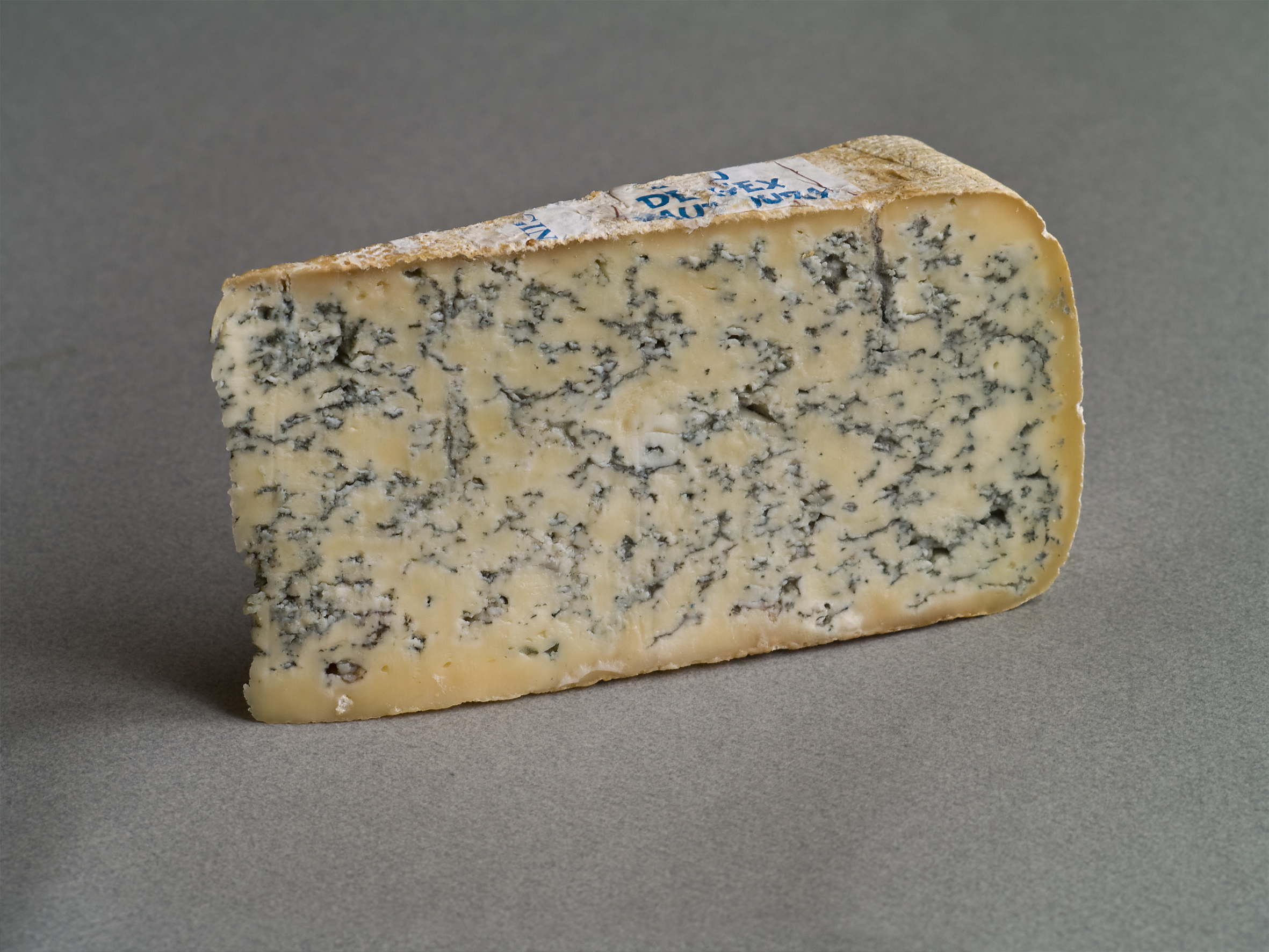
Bleu de Gex, o varietate de brânză cu mucegai

Brânza cu mucegai este o clasificare generală a brânzei de vacă, de capră sau de  oaie care conține culturi de Penicillium, astfel că pe brânză apar niște puncte de culoare albastră.
Prima dată, brânza cu mucegai a apărut în Franța.